# Club Sport Rosario
O Club Sport Rosario, é uma instituição de futebol da cidade peruana de Huaraz, no departamento de Ancash, que foi fundada em 1965. O Sport Rosario participou pela primeira vez do Campeonato Peruano de Futebol em 2017, depois de vencer a Copa Peru de 2016.